# Carlos Cociña
Carlos Cociña Gallardo (Concepción, 12 de noviembre de 1950) es un poeta y editor chileno.

## Biografía
Hijo de Raúl Mario Cociña Arriagada y María Inés Gallardo Orellana, Carlos Cociña es el mayor de 7 hermanos varones. Estudió en el Colegio de los Sagrados Corazones de Concepción. Asistió durante dos años a la Escuela Naval de Chile. Cuando tenía 19 años, sus padres perecieron en un accidente automovilístico. 
Tras estudiar Derecho en la Universidad de Concepción durante tres años, se pasó a la carrera de Literatura en la misma institución, pero en 1973, después del golpe de Estado que encabezó el general Augusto Pinochet contra el gobierno del socialista Salvador Allende, la escuela de literatura fue cerrada por la dictadura militar, debido a lo cual se diplomó de profesor de castellano en su alma máter. Luego de residir en Santiago por casi 40 años, actualmente vive en la región del Biobío.

## Trayectoria como poeta
Se ha dedicado principalmente a escribir poesía. Su primer libro, Aguas servidas (1981), es considerado una de las obras clave en la poesía chilena de los años 1980. En 2014, obtuvo el Premio Municipal de Literatura de Santiago,  por El margen de la propia vida. A raíz de su libro La casa devastada (2017), su trabajo ha sido descrito como un  "cambio paradigmático en el uso de lenguaje en la poesía chilena". Desde 2003 mantiene la web www.poesiacero.cl, donde ha publicado tres obras que se suman a su obra impresa, por lo que ha sido descrito como "Pionero de la poesía digital en Chile". Ha colaborado con el Foro de Escritores de Chile (Fde) y otros proyectos de poesía visual y sonora, como la Orquesta de Poetas.

## Trayectoria como editor
En sus años de estudiante dirigió la revista de literatura Fuego Negro, editada junto a Mario Milanca, y posteriormente Envés, con Milanca y Nicolás Miquea. En los mismos años colaboró en la revista Camino, editada por el arquitecto Osvaldo Cáceres González en Concepción, Quinchamalí y Los Ángeles (Chile).
Carlos Cociña ha trabajado además como editor en Zig-Zag, Arrayán, McGraw Hill y LOM, siendo en esta última parte del Comité Editorial. Dirigió durante los años 1990 la editorial Intemperie junto con Andrés Ajens, y ha participado en diversos proyectos independientes como el Foro de Escritores de Chile (con trabajos de poesía visual y escrita), en numerosas lecturas de poesía y ha dictado talleres de poesía en la Corporación Cultural Balmaceda 1215, en la cárcel y en universidades.

## Obra

### Poesía
- Aguas servidas, Talleres Editorial Granizo, Santiago, 1981[10]
- Aguas servidas. Segunda edición: Ediciones del Temple, Santiago, 2008
- Aguas servidas. Tercera edición: Editorial Luz&Sonido, Oaxaca, 2016
- Aguas servidas. Cuarta edición: Editorial de la Universidad Diego Portales, Santiago, 2018
- Tres canciones, Autoedición del Bío-Bío, Santiago, 1992[11]
- Espacios de líquido en tierra, Intemperie ediciones, Santiago, 1999
- A veces cubierto por las aguas, Edición www.poesiacero.cl, 2003[12]
- 71 (setenta y uno), Edición www.poesiacero.cl, 2004
- Plagio del afecto, Edición www.poesiacero.cl, 2003 a 2009
- Plagio del afecto, Ediciones Tácitas, Santiago, 2010[13]
- El margen de la propia vida (compilación), Alquimia Ediciones, Santiago, 2013[12]
- La casa devastada (Edición España), Ediciones Liliputienses, Cáceres, 2015
- La casa devastada (Edición Chile), Alquimia Ediciones, Santiago, 2017[14]
- La casa devastada (Edición México), Editorial Mangos de Hacha, Ciudad de México, 2021
- Poesía cero (Antología), Descontexto Editores, Santiago, 2017 (segunda edición 2021)
- Materiales (compilación), Cuadro de Tiza ediciones, Santiago, 2019
- Gardens / Jardines (Fragmentos de Espacios de Líquido en Tierra, traducción de Ian U. Lockaby), Cardboard House Press, Phoenix AZ, 2021
- Estado de Materia, Editorial Lumen, Santiago, 2024

### Ensayo
- Tendencias literarias emergentes, Ceneca, 1983[15]
- Derecho al olvido. Edición a partir de textos no poéticos e inéditos de Carlos Cociña, editado por Octavio Gallardo, Los perros románticos, Santiago, 2021.

### Libros de varios autores y compilados
- Veinticinco años de poesía chilena, 1970-1995 (Teresa Calderón, Lila Calderón, Tomás Harris), Fondo de Cultura Económica, 1996
- Dos (Felipe Cussen, Kurt Folch, Enrique Morales y Carlos Cociña). Foro de Escritores, 2004
- Antología poética de la generación del ochenta, edición de Andrés Morales, 2010
- Lugares poéticos, Cecilia Castro y Rosario Garrido, 2010
- Antología de poesía chilena, Vol. II. La generación NN o la voz de los 80 (Teresa Calderón, Lila Calderón y Thomas Harris), Editorial Catalonia, 2013
- Antología Lit(e)Lat Volumen 1. Literatura Electrónica Latinoamericana y Caribeña, Red de Literatura Electrónica Latinoamericana, 2020

## Premios
- Premio Municipal de Literatura de Santiago 2014 por "El margen de la propia vida"[4]
- Premio a la trayectoria en el Festival de Poesía La Chascona 2017[16]
- Premio Círculo de Críticos de Arte de Chile, Premio Poesía 2017, por "La casa devastada" [17]